# 120462 Amanohashidate
120462 Amanohashidate este o planetă minoră (asteroid), cu un diametru de 4,356 km, din centura de asteroizi. A fost descoperită pe 26 octombrie 1990 la Geisei observatory⁠(d) de Tsutomu Seki și a fost numită după Amanohashidate⁠(d). 
Obiectul prezintă o orbită caracterizată de o semiaxă mare de 2,3917851649178 UAi, o excentricitate de 0,24, o înclinație de 4,5 ° în raport cu ecliptica.